# Deer Avenger
Deer Avenger (с англ. — «Олень-мститель») — серия компьютерных игр в жанре экшен, в которых олень охотится на людей. Это пародия на типовые игры на тему охоты, такие как Deer Hunter. Все игры этой серии были разработаны компанией Hypnotix и изданы Simon & Schuster эксклюзивно для PC-совместимых компьютеров.

## Игры серии
- Deer Avenger — 2D игра, 1998 год.
- Deer Avenger 2: Deer in the City — 2D игра, 31 августа 1999 года.
- Deer Avenger 3D — 3D игра, 29 сентября 2000 года.
- Deer Avenger: Open Season — компиляция первых трёх игр в серии.
- Deer Avenger 4: The Rednecks Strike Back — 3D игра, 27 августа 2001 года.

## Сюжет
Главный герой игры — олень по имени Бэмбо (англ. Bambo — очевидно, намек на главного героя кинофильма «Рэмбо» и диснеевского персонажа Бэмби). Он хочет отомстить двуногим, похожим на тех, которые убили оленя в лесу. Он вооружен широким спектром оружия, начиная от рогаток и пулеметов до REM-16, и развешивает свои трофеи (головы охотников) на стене своей пещеры.
В первых трех играх Bambo был среднего телосложения, с повязкой на лбу, в жилете цвета «хаки» и перекрещен патронами. Однако в четвёртой игре Bambo стал широкоплеч и мускулист. Причину этих изменений разработчики не объяснили. Bambo очень брутален и груб. 